# Fluorure d'argent(I)
Le fluorure d'argent (I) (AgF) est un composé inorganique. C'est un des trois principaux fluorures d'argent, les autres étant l'hémifluorure d'argent Ag2F et le difluorure d'argent AgF2. Le fluorure d'argent(I) a peu d'applications spécifiques. Il peut être employé comme agent de fluoration et de désilylation en synthèse organique et comme antiseptique en solution aqueuse pour le traitement local de caries.
Les hydrates de fluorure d'argent(I) sont incolores, tandis que les composés anhydrides purs sont jaunes.

## Préparation
Ce composé peut être obtenu avec un haut niveau de pureté en chauffant du carbonate d'argent à 310 °C sous une atmosphère de fluorure d'hydrogène, dans un tube de platine.
Ag2CO3 + 2HF → 2AgF + H2O + CO2
La synthèse en laboratoire de ce composé évite d'utiliser le fluorure d'hydrogène. Une des méthodes utilisées est la décomposition thermique du tétrafluoroborate d'argent :
AgBF4  → AgF  +  BF3
Une autre voie de synthèse est possible. De l'oxyde d'argent(I) est dissous dans une solution aqueuse concentrée de fluorure d'hydrogène, donnant l'acide fluorhydrique ; le composé d’intérêt précipite par ajout d'acétone.
Ag2O + 2HF → 2 AgF + H2O

## Propriétés

### Structure
La structure de AgF a été déterminée par diffraction des rayons X.
Le cristal adopte une structure cubique à faces centrées, du groupe d'espace Fm3m en notation de Hermann-Mauguin. Son paramètre de maille est 4,936(1) Å, bien plus faible que celui du AgCl ou du AgBr.
Des études de diffraction neutronique et de rayons X ont montré que, à 2,70(2) GPa, une transition cristalline se produit. La phase polymorphe (AgF-II) apparaît avec une structure de type chlorure de césium avec un paramètre de maille de 2,945 Å,:770. Le volume associé diminue de 10%.
Une troisième structure, AgF-III, apparaît lorsque la pression redescend à 2.59(2) GPa. Cette phase a une structure inverse de celle de l'arséniure de nickel. Ses paramètres de mailles sont a = 3,244(2) Å et c = 6,24(1) Å ; la structure d'origine n'est restituée que lorsque la pression est abaissée à 0,9(1) GPa.
Un comportement non stœchiométrique est prouvé dans les trois structures sous des conditions extrêmes de pression,.

### Spectroscopie
Le fluorure d'argent(I) présente des propriétés optiques atypiques. La théorie des bandes prédit que l'absorption de l'exciton fondamental serait supérieur à celui d'AgCl (5,10 eV) et correspondrait à une transition d'une bande de valence anionique comme pour les autres halogénures d'argent. Expérimentalement, l'exciton fondamental pour AgF se situe à 4,63 eV.
Cet écart peut être expliqué par la position de la transition depuis une bande de valence avec un fort caractère de l'orbitale 4d de l'argent. L'indice de réfraction est de 1.73(2).

### Photosensibilité
Contrairement aux autres halogénures d'argent, le fluorure d'argent(I) anhydre n'est pas très photosensible, ce qui n'est pas le cas de son dihydrate,.
En considérant cela ainsi que sa solubilité dans l'eau, il n'est pas surprenant que ce sel d'argent ait trouvé une application en photographie, comme le montre le brevet américain pour une méthode expérimentale basée sur AgF, déposé en 1970.

### Solubilité
Contrairement aux autres halogénures d'argent, AgF est très soluble dans l'eau, (1 800 g/l), et il est même un peu soluble dans l'acétonitrile.
Ce composé est un cas unique parmi les composés d'argent(I) et des halogénures d'argent car il peut former les hydrates AgF,2H2O et AgF,4H2O par précipitation depuis des solutions aqueuses:1185. Tout comme les fluorures de métaux alcalins, AgF se dissout dans le fluorure d'hydrogène pour donner une solution conductrice, donc avec production d'ions.

## Applications

### Synthèse organique
Le fluorure d'argent(I) trouve une application en chimie organique du fluor pour l'addition de fluorure aux liaisons multiples. Par exemple, AgF ajouté à des alcènes perfluorés donne, dans l'acétonitrile, des dérivés de perfluoroalkyle d'argent(I).
Il peut aussi servir d'agent de désulfuration-fluoration sur des dérivés de la thiocarbamide.
Grâce à sa haute solubilité dans l'eau et dans les solvants organiques, c'est une source pratique d'ions fluorure pour fluorer des halogénoalcanes en conditions douces.
Un exemple de réaction est :
Une autre méthode de synthèse organique utilisant le fluorure d'argent(I) est la protonation énantiosélective d'éther de silylénol catalysée par le complexe BINAP-AgF : :1546

### Synthèse inorganique
La réaction d'une solution concentrée de fluorure d'argent(I) sur des acétylures d'argent donne un cluster de [Ag10]2+, en forme de chandelier, avec un acétylènediide endoédrique.
Les fluorures d'ammonium quaternaire peuvent être facilement préparés en laboratoire en faisant réagir du bromure de tétraalkylammonium avec une solution de AgF:430.

### Autres
Il est possible de couvrir une surface de silicone avec un microfilm uniforme d'argent d'épaisseur variant de 0,1 à 1 μm en faisant passer une vapeur d'AgF chauffé à 60–800 °C sur cette surface.
La réaction qui semble se produire est :
4AgF + Si → 4Ag + SiF4
Des études multiples ont montré le pouvoir réel anti-carie du fluorure d'argent(I), même si le mécanisme est encore un sujet de recherches.
Le traitement est donné par la méthode "traumatique", avec une solution aqueuse de fluorure d'argent(I) à 40% en masse appliquée sur les caries, suivi d'un scellement de la dentine avec un ciment type verre ionomère.
Même si le traitement est considéré comme sans danger, la toxicité des ions fluorure a été une importante inquiétude médicale dans les applications en pédodontie, typiquement comme les préparations commerciales qui avaient une contamination très importante de difluorure d'argent,,.
À cause de l'instabilité des solutions concentrées d'AgF, le diamminefluoroargent Ag(NH3)2F) est maintenant beaucoup plus utilisé.
Sa préparation se fait par addition d'ammoniaque à une solution aqueuse de fluorure d'argent(I) ou par dissolution de ce composé dans une solution d'ammoniac.